# Media Val Tagliamento
La Media Val Tagliamento è una vallata del Friuli-Venezia Giulia. Si trova tra le provincie di Pordenone e Udine. Si estende dal comune di Venzone al comune di Pinzano al Tagliamento, comprendendo il medio corso del fiume Tagliamento.

## Geografia
La valle, prosecuzione dell'Alta Val Tagliamento, si snoda dai primi rilievi montani di Venzone e Trasaghis fino ad attraversare la fascia pedemontana dei comuni di Forgaria nel Friuli, Pinzano al Tagliamento e Ragogna.

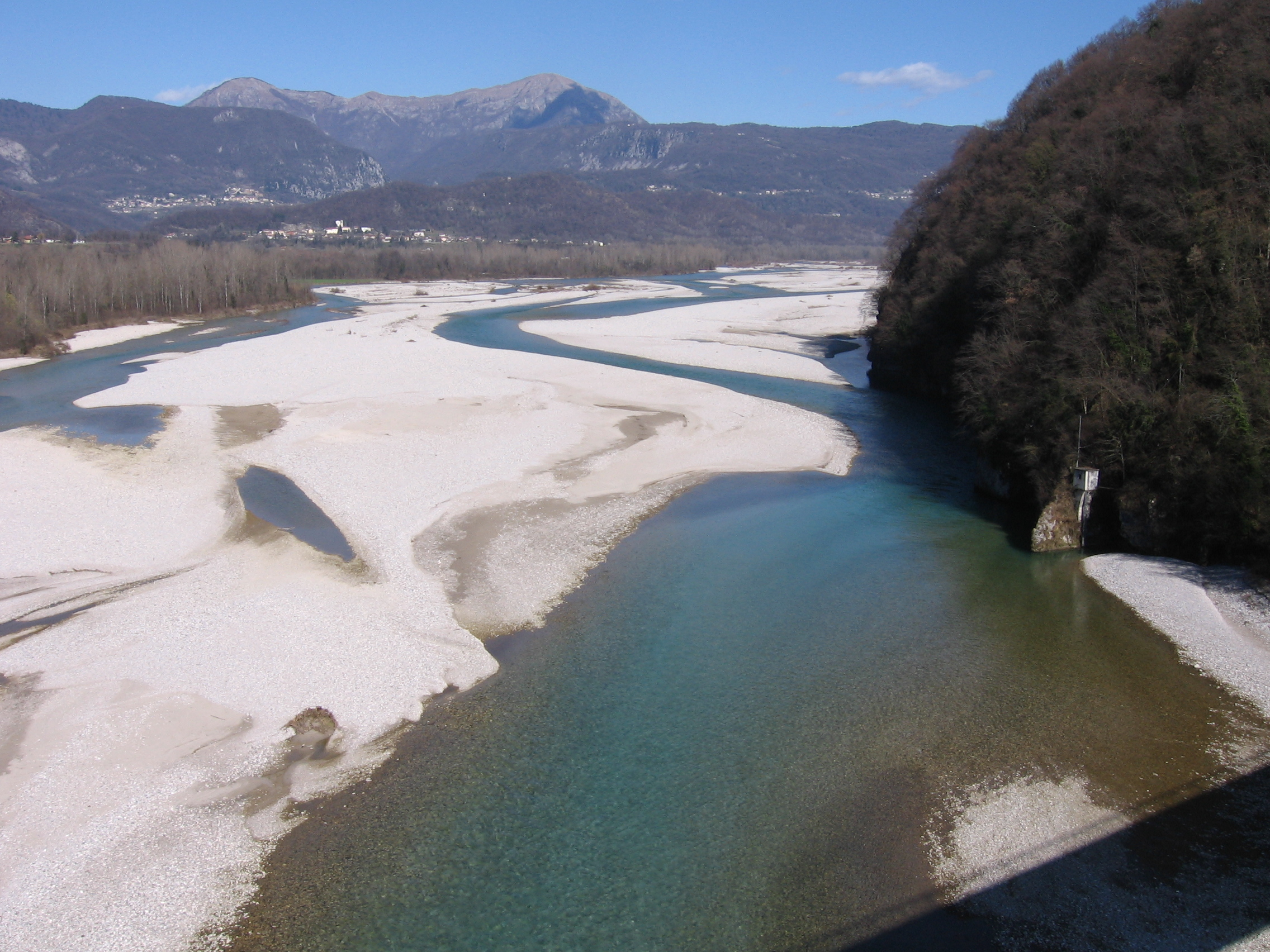
Il Tagliamento alla stretta di Pinzano

## Trasporti

### Ferrovie
La Media Val Tagliamento è servita dalla ferrovia Pontebbana e dalla ferrovia Gemona del Friuli-Sacile.
La principale stazioni sono:
- Stazione di Gemona del Friuli
- Stazione di Carnia